# Государственный фонд социальной защиты Азербайджана
Государственный фонд социальной защиты Азербайджана отвечает за регулирование деятельности в сфере социального страхования и пенсионного обеспечения граждан Азербайджанской Республики.

## История
В период СССР социальное страхование и пенсионное обеспечение граждан в Азербайджане обеспечивались государством. Пенсионная система СССР была основана на принципе отсутствия каких-либо отчислений со стороны работающих граждан, а выдача пенсий государством осуществлялась непосредственно из государственного бюджета или бюджета государственных организаций.
В 1990 году был основан Советский Фонд социального страхования, который обязал все предприятия, учреждения, организации, кооперативы, совхозы, колхозы и другие организации в стране вносить отчисления в этот фонд. Вслед за этим, согласно Приказу Совета министров Азербайджанской ССР и Совета профессиональных союзов Азербайджанской ССР «О совершенствовании управления в области социального страхования и порядке финансирования в Азербайджанской ССР» от 8 мая 1991 года был создан Фонд социального страхования Азербайджанской ССР.
Согласно Приказу Совета Министров СССР «О создании Пенсионного Фонда СССР» от 15 августа 1991 года был учреждён Пенсионный Фонд СССР, и его отделения в союзных республиках, в том числе, в Азербайджанской ССР. Приказом Пенсионного Фонда СССР «Об уплате и учете страховых взносов в Пенсионный Фонд СССР и порядке расходования средств Пенсионного Фонда СССР», Пенсионному фонду и Фонду социального страхования СССР был поручен сбор страховых взносов.
Согласно Указу Президента Азербайджана от 16 декабря 1991 года азербайджанское отделение Пенсионного Фонда СССР было переименовано в Пенсионный Фонд Азербайджанской Республики.
1 июня 1992 года Национальное собрание Азербайджана приняло закон «О норме отчислений для социального страхования и фонда занятости», согласно которому взносы на социальное страхование составляли 40 % от фонда заработной платы. Пенсионный фонд должен был получить 85 % от этой суммы, а остальные 15 % пошли бы в Фонд социального страхования. В целях совершенствования и модернизации системы социального обеспечения в стране 30 сентября 1992 года Пенсионный фонд и Фонд социального страхования были упразднены, и вместо них был создан Государственный фонд социальной защиты. Основной функцией ГФСЗ являлось финансирование государственного пенсионного обеспечения, пособий и расходов по выплатам на территории республики.
Закон о социальном страховании и пенсионные реформы 1997 и 2001 годов приблизили сферу социальной защиты Азербайджана к международным стандартам. В 1997 году  в силу вступил Закон Азербайджана «О социальном страховании», согласно которому Государственный Фонд социальной защиты был наделён привилегией осуществления государственного управления в сфере обязательного социального страхования. Распоряжением Президента Азербайджана от 17 июля 2001 года была утверждена Концепция пенсионной реформы в Азербайджанской Республике.
Согласно Закону Азербайджана от 27 ноября 2001 года «О персонифицированном учете в системе государственного социального страхования», ГФСЗ стал вести персонифицированный учет в системе социального страхования.
4 августа 2003 года функции Министерства труда и социальной защиты Азербайджана по предоставлению, финансированию и контролю за выплатами пенсий и дополнительных льгот переданы Государственному фонду социальной защиты.
Благодаря реформам  единой страховой пенсионной системы, прошедшим в стране до 2006 года обязательное социальное страхование было распространено на военнослужащих Вооруженных сил Азербайджана и лиц с особыми званиями. С 22 декабря 2006 года ГФСЗ стал внедрять обязательное социальное страхование, а также назначать трудовые пенсии военнообязанным лицам и лицам со специальным званиями.
В 2011 году был запущен официальный сайт ГФСЗ.
В 2024 году Государственный фонд социальной защиты Азербайджана удостоен награды международной организации iESE – The Public Sector Transformation Partner за отличные успехи в деятельности по трансформации местных государственных служб.

## Структура
Фонд возглавляется председателем и двумя заместителями. В состав Фонда входит Совет из семи директоров, которые включают в себя председателя, двух заместителей, председателя Нахичеванской Автономной Республики, главу Центрального аппарата фонда, главу финансово-бюджетного отдела и директора отдела фонда по работе с военнослужащими и лицами с особыми званиями.
В структуру центрального аппарата входят 11 отделов, 2 сектора, в том числе:
- Отдел пенсионно-страховой политики и стратегических исследований
- Отдел трудовых пенсий
- Отдел внутреннего аудита
- Отдел организации персонифицированного учета
- Отдел учета исполнения бюджета
- Отдел по работе с пенсионными документами и обращениями
- Сектор международных отношений
- Управление по Нахичеванской автономной республике
- Департамент по работе с крупными страхователями
- Департамент по работе с юридическими лицами г. Баку
- Департамент по работе с военнослужащими и лицами со специальными званиями
- 76 городских (районных) отделений[3].

### Основные задачи Фонда
- подготовка предложений о направлениях государственной политики по социальному страхованию и трудовым пенсиям и участие в реализации этой политики;
- подготовка проекта бюджета Фонда и обеспечение исполнения утвержденного бюджета;
- организация сбора страховых взносов по обязательному государственному социальному страхованию у предприятий, учреждений и организаций, их филиалов и представительств, независимо от организационно-правовой формы и форм собственности, обладающих статусом юридического лица и образованных в соответствии с законодательством Азербайджанской Республики либо иностранного государства; у физических лиц, занимающихся индивидуальной предпринимательской деятельностью (страхователей); а также у застрахованных лиц в размере, установленном законодательством;
- в пределах своих полномочий осуществлять контроль за выполнением требований законодательных актов в области обязательного государственного социального страхования, трудовых пенсий, и использованием этих средств по назначению;
- осуществлять финансирование всех трудовых пенсий в стране за счет средств обязательного государственного социального страхования и средств государственного бюджета;
- обеспечивать финансирование следующих расходов за счет средств обязательного государственного социального страхования: трудовые пенсии в соответствии с Законом Азербайджанской Республики «О трудовых пенсиях»; надбавки к государственным пенсиям на основании добровольного (дополнительного) социального страхования; пособие по временной потере трудоспособности (за период, указанный в законодательстве); пособие по беременности и родам; единовременное пособие по рождению ребенка; пособие по уходу за ребенком до достижения возрастного предела, предусмотренного законодательством;
- полная или частичная оплата санитарно-курортного лечения застрахованных;
- осуществление мероприятий по занятости;
- осуществление мероприятий по социальной защите инвалидов;
- пособие на погребение;
- осуществление в рамках законодательства мероприятий по обеспечению своей планомерной платежеспособности;
- обеспечение своевременного исчисления и выплаты платежей по социальному страхованию;
- организация реализации персонифицированного учета в системе государственного социального страхования;
- обеспечение своевременного и правильного ввода в индивидуальные лицевые счета сведений, предоставляемых работодателем и застрахованным лицом, их надежного хранения и безопасности;
- на основании обращения застрахованного лица разъяснение для него правил предоставления сведений, хранящихся на его индивидуальном лицевом счете;
- на основании заявления застрахованного лица в орган, осуществляющий назначение пенсии, по его запросу о назначении пенсии предоставление сведений с его индивидуального лицевого счета;
- предоставление разъяснений, касающихся введения персонифицированного учета в системе государственного социального страхования и принятие в этой связи нормативных актов в рамках своих полномочий;
- выполнение иных обязанностей, предусмотренных законодательством[3].

## Деятельность
Осенью 2011 года в систему ГФСЗ была внедрена электронно-цифровая подпись. Был учреждён Центр по выдаче электронно-цифровой подписи.
С 11 июля 2013 года  Государственный фонд социальной защиты начал автоматическую процедуру назначения пенсий по возрасту из единого центра.
В 2014 году внедрён процесс назначения пяти видов социальных пособий:
- по потере трудоспособности
- по беременности и родам
- по рождению ребенка
- по уходу за детьми до 3-х лет
- на погребение[7]

Весной 2015 года  завершено внедрение модели PROST (Pension Reform Options Simulation Toolkit) в систему социального обеспечения.
7 августа 2017 года  принят закон «Об обязательном страховании от безработицы», по которому отчисления на обязательное страхование от потери работы должны перечисляться в ГФСЗ.
На 1 января 2025 года число застрахованных в Фонде составило 5 163 590 человек.

## Доходы и расходы ГФСЗ
По данным управления фонда, его доход вырос на 8,7 % в первой половине 2010 года. Количество индивидуальных лицевых счетов застрахованных равно 1 732 215. В 2011 году 97,2 % (1,916 млрд манатов) из его общих расходов будут включать выплаты населению.
В 2016 году расходы Государственного фонда социальной защиты составили 3 078,6 млн манатов, из которых 1 100 млн манатов было переведено из государственного бюджета. В 2014 году эти показатели составили 2 928,5 млн манатов и 1 142 манатов соответственно.
Расходы и доходы Государственного фонда социальной защиты на 2017 год составили 3,4 тыс. манатов, из которых 1 270 000 манатов или 37,4 % были переведены из государственного бюджета.
В 2018 году доходы ГФСЗ увеличились на 10, 5 % (95, 01 млн манатов).

### 2023
В 2023 году доходы фонда составили 6 млрд 677 млн манат. Из них за счёт обязательного государственного страхования — 5 млрд 197 млн манат. Трансферты из государственного бюджета — 1 млрд 468 млн манат. Иные платежи — 13 млн манат.
Расходы фонда составили 6 млрд 081 млн манат. Из них трудовые пенсии — 5 млрд 726 млн манат, пособия за счёт обязательного государственного страхования — 162 млн манат, иные выплаты — 193 млн манат.
97 % расходов (5 млрд 888 млн манат) составили выплаты населению.
Количество вставших на личный учёт (зарегистрированных) застрахованных составило 5 млн человек.

## Председатели
- Салим Муслимов (17 декабря 2002 — 22 октября 2013)[16]
- Закир Багиров (13 июля 2016 — ?)[17]
- Гималай Мамишев (с 1 марта 2019)[18]

## Международные отношения
Фонд поддерживает тесное сотрудничество с такими организациями, как Программа Развития Организации Объединенных Наций, Мировой Банк, Европейский Банк Реконструкции и Развития, Азиатский Банк Развития, Международный Валютный Фонд.
Фонд  на 88-м по счёту заседании (6-7 мая 2004 года, Женева) стал полноправным членом Международной ассоциации социального обеспечения (МАСО). На 28-й Генеральной Ассамблее МАСО (12-18 сентября 2004 года, Пекин) председатель ГФСЗ был избран членом Бюро МАСО.
С ноября 2006 года ГФСЗ стал официальным членом Международной ассоциации социальных и пенсионных фондов.
На I Всемирном форуме социального обеспечения (10-15 сентября 2007 года, Москва), ГФСЗ был избран членом руководящего комитета новообразованной «Европейской Сети» Международной ассоциации социального обеспечения.